# Antell Point
Der Antell Point ist eine markante Landspitze an der Nordküste Südgeorgiens. Sie liegt nördlich des Mount Antell und markiert die nordwestliche Begrenzung der Einfahrt zur Macaroni Bay.
Das UK Antarctic Place-Names Committee benannte sie 2013 in Anlehnung an die Benennung des gleichnamigen Bergs. Dessen Namensgeber ist Georg Antell (1874–nach 1944), Werkmeister der South Georgia Whaling Company auf der Walfangstation Leith Harbour zwischen 1913 und 1930.